# Пейковци
Пейковци е село в Северна България. Намира се в община Елена, област Велико Търново.
Към 1934 г. селото има 46 жители. Населението му към 2011 г. е 1 човек. Влиза в землището на село Дрента.